# Lomelosia divaricata
Lomelosia divaricata är en tvåhjärtbladig växtart som först beskrevs av Nikolaus Joseph von Jacquin, och fick sitt nu gällande namn av W. Greuter och Burdet. Lomelosia divaricata ingår i släktet Lomelosia och familjen Dipsacaceae. Inga underarter finns listade i Catalogue of Life.